# Krenaios
Krenaios (lateinisch Crenaeus) ist eine mythologische Gestalt aus dem thebanischen Sagenkreis. Sein Mythos findet sich ausschließlich im neunten Buch des römischen Epos Thebais (Lied von Theben) des Statius, der ihn in einer kurzen, aber exponierten Nebenrolle auftreten lässt. Er fordert an der Seite Thebens einen Helden von den Sieben gegen Theben, den Hippomedon, zum Kampf heraus und leitet damit, obwohl er selbst dabei stirbt, dessen Untergang ein.

## Name und Familie
Crenaeus aus griechisch: Kρηναῖος, Κrēnaíos, der zu den Quellen gehört;
deutsch und lateinisch: Krenaíos, Crenaéus; ein substantiviertes Adjektiv, gebildet aus κρήνη, krḗnē, Quelle. Der Name passt bildhaft zu seiner Mutter, der Wassernymphe Ismenis und zu deren Vater, also seinem Großvater, dem Flussgott des gleichnamigen Flusses Ismenos in der Nähe Thebens. Sein Vater ist der Naturgott Faunus.
Seine Abstammung verleitet ihn dazu, im Wasser den Kampf zu suchen: „Der jugendliche Crenaeus, Sohn des Faunus und einer Nymphe, der Tochter des Ismenos, freute sich darauf, in den mütterlichen Wellen zu kämpfen.“ Denn er glaubt in seinem jugendlichen Leichtsinn, dass ihm dort keine Gefahr drohen könne: „Crenaeus, der seinen ersten Tag im vertrauten Gewässer verbrachte, dem der Geburtsfluss und die grünen Ufer als Wiege dienten, glaubte folglich, dass dort die elysischen Schwestern (Parzen, Schicksalsgöttinen) nichts bewirken könnten.“

## Kampf mit Hippomedon
Crenaeus ist bewaffnet, doch gereichen ihm die Waffen eher zur Zierde als zur Kampfkraft: „Waffen zieren seine Schultern und sein  prachtvoller Schild glänzt golden.“ Statius hebt seinen Schild hervor. Auf ihm ist der Europa-Mythos dargestellt, und zwar der Moment, als Zeus die ahnungslose Jungfrau, unterstützt von den sanften Wellen des Flusses und des Meeres, entführt. Genauso nichtsahnend und im Vertrauen auf sein heimisches Gewässer lässt sich Crenaeus in den Angriffskrieg der Argiver aus Argos gegen Theben hineinziehen, denn dieser findet auch am und im Fluss Ismenos statt. Im Flussbett steht er unvermittelt einem der Angreifer, dem Helden Hippomedon, einem der Sieben gegen Theben, gegenüber und kann nicht an sich halten: „Dann mutig zugleich mit Wurfgeschossen und einer spöttischen Rede fordert er den Hippomedon heraus.“ Dieser lässt sich davon nicht beeindrucken und tötet ihn auf der Stelle: „Er (Hippomedon) sagte nichts, sondern ging auf ihn (Crenaeus) zu; der stärker gewordene Fluss stellte sich ihm (dem Hippomedon) mit seiner Wassermasse entgegen und hemmte die Hand, doch trotz der Hemmnis trieb jener die Wunde hinein und durchbohrte in Gänze die inneren Teile des Lebens.“ Bevor er sterbend im Wasser versinkt, bäumt er sich noch einmal auf: „Aus dem sterbenden Mund entwich jener letzte Schrei: ‚Mutter‘! Die Fluten erstickten die Stimme des elenden Jungen.“ Er sinkt tot in die Tiefe. 
Crenaeus' Funktion im Mythos ist erfüllt, denn sein Tod besiegelt im Anschluss auch Hippomedons Schicksal: „Eine der Hauptepisoden von Thebais 9 ist die Aristeia und der Tod des Hippomedon, einem der Sieben gegen Theben. Der Wendepunkt dieser Episode tritt ein, als Hippomedon dem thebanischen Crenaeus gegenübersteht und ihn tötet. Diese Tat führt unmittelbar zum Tod von Hippomedon.“

## Nach Crenaeus' Tod
Crenaeus‘ Mutter, über den Tod ihres Sohns erschüttert, fordert ihren Vater Ismenos auf, Hippomedon zu vernichten. Dieser lässt daraufhin das Wasser des Flusses ansteigen, er droht zu ertrinken und bittet die Götter um Hilfe, ihm ein solches schmachvolles Ende zu ersparen; Hera erhört ihn und bittet ihren Gatten Jupiter, die Fluten aufzuhalten, was dieser sofort umsetzt. Hippomedon, von den Fluten bedrängt und erschöpft, verliert seine Waffen, kann sich ans Ufer retten, stirbt dort aber im Pfeilhagel der thebanischen Hilfstruppen.

## Quelle
- Statius: Thebais, Buch 9, Vers 315–374: Kampf und Tod des Crenaeus; 375–539: Klage der Mutter und Untergang des Hippomedon.
- John Henry Mozley: Statius with an English translation, Band 2, Thebaid V–XII, Verlag Wilhelm Heinemann, London 1928, Seite 274–292; synoptisch Latein/Englisch: archive.org, Latein: perseus.org.
- Jean-Augustin Amar, Nicolas-Éloi Lemaire: Thebais P. Papinii Statii cum varietate lectionum et selectibus variorum adnotationibus quibus suas addiderunt, Paris 1827, Originaltext mit verschiedenen Lesarten und lateinischem Kommentar, Seite 201–218.